# Семиноли (филм)
„Семиноли“ (на английски: Seminole) е американски игрален филм уестърн, излязъл по екраните през 1953 година, режисиран от Бъд Бетикър с участието на Рок Хъдзън, Антъни Куин, Барбара Хейл и Лий Марвин в главните роли.

## Сюжет
Внимание:  Текстът по-долу разкрива сюжета на произведението (или части от него)!
През 1835 година във Форт Кинг, Флорида, лейтенант Ланс Колдуел е обвинен в убийството на часови. Във военния съд той разказва историята за крехкия мир между заселниците и местните семиноли и как този мир е застрашен от строгия командир на форта майор Харлан Деган, който иска да унищожи местните. Любимата от детството на Колдуел, Ревере Малдун, среща вoжда на семинолите и стар приятел на лейтенант Колдуел - Оцеола. Благодарение на уважението към Колдуел, Оцеола идва във форта да търси примирие, но е затворен от майор Деган. Оцеола умира, докато е в плен, а Колдуел е обвинен в убийство и е затворен. В крайна сметка истината излиза наяве и семинолите спасяват Колдуел от затвора.

## В ролите
| Актьор         | Роля                   |
| -------------- | ---------------------- |
| Рок Хъдзън     | Лейтенант Ланс Колдуел |
| Антъни Куин    | Оцеола                 |
| Барбара Хейл   | Ревере Малдун          |
| Ричард Карлсън | Майор Харлан Деган     |
| Хю О'Брайън    | Кайек                  |
| Ръсел Джонсън  | Лейтенант Хамилтън     |
| Лий Марвин     | Сержант Магръдър       |
| Ралф Муди      | Кулак                  |
| Фей Руп        | Закари Тейлър          |
| Джеймс Бест    | Джерард                |